# Sentayehu Ejigu
Sentayehu Ejigu (Etiopía, 21 de junio de 1985) es una atleta etíope especializada en la prueba de 3000 m, en la que consiguió ser medallista de bronce mundial en pista cubierta en 2010.

## Carrera deportiva
En el Campeonato Mundial de Atletismo en Pista Cubierta de 2010 ganó la medalla de bronce en los 3000 metros, llegando a meta en un tiempo de 8:52.08 segundos, tras su paisana la también etíope Meseret Defar y la keniana Vivian Cheruiyot.